# Garnich
Garnich é uma comuna do Luxemburgo, pertence ao distrito de Luxemburgo e ao cantão de Capellen.

## Demografia
Dados do censo de 15 de fevereiro de 2001:
- população total: 1.495
  - homens: 754
  - mulheres: 741
- densidade: 71,36 hab./km²
- distribuição por nacionalidade:

| Nacionalidade  | População | %      |
| -------------- | --------- | ------ |
| luxemburgueses | 1.116     | 74,65% |
| estrangeiros   | 379       | 25,35% |
| - portugueses  | 47        | 3,14%  |
| - franceses    | 34        | 2,27%  |
| - italianos    | 40        | 2,68%  |
| - belgas       | 123       | 8,23%  |
| - alemães      | 35        | 2,34%  |
| - iuguslavos   | 6         | 0,40%  |
| - outros       | 94        | 6,29%  |

- Crescimento populacional:

| Ano        | População |
| ---------- | --------- |
| 15/02/2001 | 1.495     |
| 01/01/2002 | 1.511     |
| 01/01/2003 | 1.491     |
| 01/01/2004 | 1.497     |
| 01/01/2005 | 1.535     |